# Милка Стојановић
Милка Стојановић (Београд, 13. јануар 1937 — Београд, 1. септембар 2023) била је српска оперска певачица (сопран).

## Биографија
Паралелно са студијама светске књижевности, похађала је оперски студио у коме је учила певање код Зденке Зикове, а усавршавала се и код Зинке Кунц – звезде Метрополитен опере, као и код проф. Ди Луга из миланске Скале.
Дебитује у улози Амелије у Вердијевом „Балу под маскама“. У првих неколико сезона након дебија отпевала је готово све најзначајније улоге репертоара драмског сопрана. Наступала је на свим оперским сценама бивше државе те на бројним фестивалима. Наступала је на свим значајним оперским сценама света.
Њен ујак је био Бранислав Војновић, управник Народног позоришта 1935-1939. У емисији „Мој Београд“ приказаној на „Студију Б“ 20. августа 2009. Милка Стојановић је изјавила да су на њу највећи утицај имали њен отац и ујак. Била је удата за оперског певача Живана Сарамандића. Њена сестра је Загорка Стојановић.
Дебитовала је 1960. у Народном позоришту. Од 1967. била је неколико година у Метрополитен опери у Њујорку. Касније је поново била у Народном позоришту, до 1993. године.
По сопственим речима (емисија „Мој Београд“, 20. август 2009), учествовала је у првом извођењу у Србији Вердијевих опера „Набуко“ и „Атила“, као и Белинијеве опере „Норма“. Тим извођењем Белинијеве „Норме“ отворена је зграда Народног позоришта после обнављања 1966. године.

### Награде
- Октобарска награда града Београда за улогу Елзе у опери „Лоенгрин“
- две награде Народног позоришта за улоге у „Травијати“ и „Атили“
- награда Народног позоришта за животно дело
- четири спомен-плакете града Београда
- награда Савеза композитора Југославије „Златна лира“ за интерпретације дела домаћих аутора
  - Часопис “Opera News” из Њујорка доделио јој је награду ”Golden Voice“, на основу мишљења стручне јавности и оперске публике, чиме је сврстана у четири најлепша гласа 20. века
  - Интернационални биографски центар у Кембриџу уврстио ју је 1997. године у енциклопедију „Ко је ко у музици“

### Репертоар
Главне сопранске улоге у следећим операма:
- ВЕРДИ: Аида, Трубадур, Бал под маскама, Отело, Набуко, Дон Карлос, Моћ Судбине, Травијата, Атила, Симоне Боканегра, Сицилијанско вечерње
- ПУЧИНИ: Тоска, Мадам Батерфлај, Боеми, Турандот
- БЕЛИНИ: Норма
- ПОНКЈЕЛИ: Ђоконда
- МАСКАЊИ: Кавалерија рустикана
- ЧЕЛЕА: Адријана Лекуврер
- МОЦАРТ: Фигарова женидба
- ХЕНДЛ: Цезар и Клеопатра
- БЕТОВЕН: Фиделио
- ВАГНЕР: Лоенгрин
- СМЕТАНА: Продана невеста
- ЧАЈКОВСКИ: Пикова дама
- БОРОДИН: Кнез Игор
- МУСОРГСКИ: Борис Годунов
  - сопранске деонице у Вердијевом Реквијему и Бетовеновој Миси солемнис
  - велики број руских соло песама и руских народних песама

### Гостовања
- Њујорк, Минхен, Хамбург, Франкфурт, Дрезден, Келн, Берлин, Бечка државна опера, Салцбург, Грац, Цирих, Лозана, Осло, Копенхаген, Хелсинки, Рим, Венеција, Палермо, Болоња, Сиракуза, Мадрид, Барселона, Валенсија, Палма де Мајорка, Единбург, Солун, Атина, Москва, Петроград, Кијев, Одеса, Казањ, Баку, Јереван, Харков, Перм, Новосибирск, Минск, Свердловск, Софија, Праг, Братислава, Букурешт, Темишвар, Јаши, Анкара, Каиро, Каракас.

### Партнери
- Марио дел Монако, Франко Корели, Лучано Павароти, Николај Геда, Пласидо Доминго, Ричард Такер, Карло Бергонзи, Ђани Рајмонди, Бруно Преведи, Бруно Себастијан, Ђанфранко Чекеле, Бригит Нилсон, Фиоренца Косото, Елена Обрасцова, Ирина Архипова, Оралија Домингез, Роберт Мерил, Фернандо Корена, Тито Гоби, Алдо Проти, Марио Серени, Чезаре Сиепи, Николај Ђауров, Боналдо Ђајоти, Живан Сарамандић и други

### Диригенти са којима је сарађивала
- Франческо Молинари – Прадели, Фаусто Цлева, Зубин Мехта, Курт Адлер, Нело Санти, Ламберто Гардели, Ђузепе Патане, Томас Шиперс, Борис Хајкин, Егизио Масини, Ханс Сваровски, Берислав Клобучар, Оливиеро де Фабритис и други

### Изводи из критика
- „Милка Стојановић у свом дебију у Метрополитену била је веома уверљива у улози Леоноре у Вердијевој опери ‘Моћ судбине’ показавши леп глас, изузетну вокалну технику и осећање за сцену на којој је њена појава одражавала истинску личност.“ Ирвин Колодин – New York Times
- „Милка Стојановић веома упечатљив сопран личног тембра, зрачан и блистав потврђује еруптивну гласовну снагу и истовремено представља демонстрацију правог певачког чуда.“ Algemeinen Zeitung - Беч
- „Милка Стојановић као Аида нема ривалке. Она пева чудесно, прецизно и музикално. Њен глас је као канон у служби најчистије певачке школе, обојен незадрживим темпераментом. Одавно нисмо чули певача оваквих квалитета. Име југословенске уметнице остаће записано златним словима у аналима театра ‘Аудиторијум’.“ Балеарес – Палма де Мајорка